# هیسوکه هیروناکا
هیسوکه هیروناکا (انگلیسی: Heisuke Hironaka؛ زادهٔ ۹ آوریل ۱۹۳۱) دانشمند در زمینه هندسه جبری اهل ژاپن است.
وی همچنین برنده جوایزی همچون مدال فیلدز، کمک هزینه گوگنهایم، و لژیون دونور شده‌است.